# 軌道上炭素観測衛星
軌道上炭素観測衛星（きどうじょうたんそかんそくえいせい、英：Orbiting Carbon Observatory, OCO）とは、アメリカ合衆国の地球観測衛星、及びそれを用いた観測ミッションのことである（以降この衛星をOCO衛星と呼ぶ）。NASAは宇宙から地球全体にわたる大気中二酸化炭素ガス(CO2)の量を観測しその情報を提供する事を予定していた。初号機は、2009年2月24日の打ち上げに失敗し失われてしまった。OCO衛星を軌道へと運ぶトーラスXLロケットの上昇時にペイロードフェアリングの分離に失敗したのである。フェアリングの投棄に失敗したことで予定通りにロケット全体の軽量化ができなくなった。フェアリングによる余計な重量がかさんだため、ロケットは、OCO衛星の投入に必要な軌道速度に到達することができなくなり、そのまま大気圏内に落下し、南極近くのインド洋に墜落してしまった。NASAの2010年度予算要求はOCO衛星の代替品の開発と打ち上げのために1億7000万米ドルを盛り込んだ。

## 概要
計画当初、OCO衛星による計測は二酸化炭素の発生源と吸収源の地理的な分布を地域的スケールでみるために充分な程の正確さになるであろうと考えられた。観測データは、全地球規模での炭素循環がどうなっているのか、そして、温室効果ガスの存在度と分布状態に影響を与える自然のプロセスと人類の活動がどう影響しあうのかという疑問への理解を深めるために役立てられるだろうと考えられた。地球温暖化を研究していた科学者たちは、当時、2つの疑問を考えていた。大気中での二酸化炭素の発生量と分配量は将来においてどのように変化するのだろうか?　また、発生量と分配量の変化による地球の天候に与える影響がどのようなものなのだろうか?　OCOの計測でもたらされたデータは研究を進展させ、これによって、この2つの疑問を解く手掛かりを見出し、もっと信頼できる形で気候変動の推移を予測することが可能になるだろうと期待されていた。

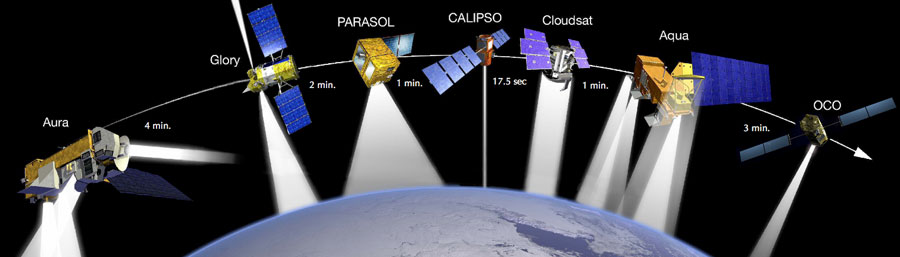
地球観測衛星隊列

OCO衛星はオービタル・サイエンシズ社で製造された。カリフォルニア州デンヴァーにあるヴァンデンバーグ空軍基地からトーラスXLロケットで打ち上げられた。しかしながら、ペイロードフェアリングをロケット最終段から分離するのに失敗してしまった。ペイロードフェアリングとは二枚貝の貝殻の形をしたカバーであり、ペイロードである人工衛星を、ロケット上昇時にそれが切り裂く大気から掛かる大気力、および空力加熱から保護する役目がある。これがついたままになってしまったことで、ロケットは当初予定していた軌道を飛ぶことが出来ず、最終的には高度が足らず南氷洋に墜落してしまったものと思われる。NASAの広報官、George Dillerは「我々は今夜の打ち上げを成功させられなかった。これで、炭素観測ミッションを成功させることは出来なくなるだろう」と発言した。
OCO衛星が稼働する2年間、OCO衛星はほぼ極軌道に近い軌道である太陽同期準回帰軌道を回る予定だった。搭載機器類が地表のほぼ全域を16日間ごとに1回の頻度で観測する事を可能にするためだった。OCO衛星は、一連の他の地球観測任務に就いた衛星と、間隔を空けて並んだ一列の編成で、緩やかな編隊を組んで飛行するはずだった。これらの衛星隊列は「地球観測衛星隊列」(A-train)として知られている。この調整された飛行形態は、研究者がOCO衛星で得られたデータを他の衛星に搭載されている別種の観測機器で取得されたデータと関連付けることを可能にするためのものだった。とりわけ、地球化学者たちはOCO衛星のデータと、NASAのAqua衛星上の大気赤外サウンダ(AIRS)で得られたデータを突き合わせることができたかもしれない。
ミッションに掛かるコストは280,000,000USドル(US$280 million)だった。NASAの地球システム科学先駆者計画（Earth System Science Pathfinder Program）の支援を受けて行われたものだった。カリフォルニア州パサデナにあるジェット推進研究所が、NASA科学ミッション局としてOCO計画を管理運営している。

## 技術
OCO衛星は、宇宙空間から、大気中の二酸化炭素の量がどのくらいあるのかをとても精密に測定する観測機器を1つ積んでいた。この観測機器は、3台が並列で動作し、3台とも共通の望遠鏡から光を送られ、架台を共有し合った高解像度な分光計で構成されていた。この分光計は、全ての電磁波のうち、肉眼では見えない近赤外光領域で観察した時に、地球表面の同一な地点から反射される太陽光が二酸化炭素と酸素分子それぞれの分子に吸収される様子を、同時に計測できるように作られていた。
太陽光が地球の大気圏を透過し地表で反射する過程において、大気圏を構成する気体の分子は、光線のなかで特定の色、つまり分子の種類によって決められた単一の波長の光を吸収する。もし、光がプリズムなどで虹色に分けられるとしたら、それをスペクトラムと呼んでいるのだが、大気の中に含まれるそれぞれのガスによって吸収された特定の色は暗い一本の線として見えることだろう。種類の違うガスはそれぞれに対応した色を吸収するので、吸収された色の線の並び方はその分子が明確に何であるのかを示すスペクトルの「指紋」のような役割を提供するのである。OCO衛星の分光器はそれらの分子の指紋を検知するよう設計されていた。
3台それぞれの分光計は光の色の特定の領域における吸収を計測するよう調整されていた。それぞれの帯域は数10本の吸収線を含んでいた。それらは二酸化炭素か酸素分子のどちらかが光を吸収したためにおこるものだった。各スペクトル線で吸収された光の量は太陽光の通り道にある分子の数に比例して増減する。OCOの分光計は、それぞれの線で吸収された光のごく僅かな変化の量を、超高精度で計測していた。これらの情報はすぐに研究に廻された。そこで、大気圏の最上層部から地表までの光の経路にある分子の数を分析された。
もし、測定するその場所ごとに二酸化炭素の量が違っていたら、赤外光を吸収する量も同様に変化するはずである。それらの変化を正確にとらえるため、計測機器は、秒速4マイル以上のスピードでOCO衛星が地球の上空を1周回飛行するごとに3回ずつのタイミングで、それぞれの分光計から得られたスペクトルを記録し、この情報はすぐに地上へ転送される。そこでOCO衛星が集めた各画像を基に四つに分けられた「指紋」から二酸化炭素の濃度が推定される。それらの空間的に変化に富む二酸化炭素の濃度の推定値はすぐに解析にまわされる。二酸化炭素の発生源と吸収源を推測するために分析には、天気予報にも現役で利用されているような大気の汎地球輸送モデルが使われる。
OCO衛星の装置はカリフォルニア州ポモナにあるハミルトン・サンドストランド・センサーシステム、およびジェット推進研究所で開発された。

## 打ち上げ
ソース: NASA

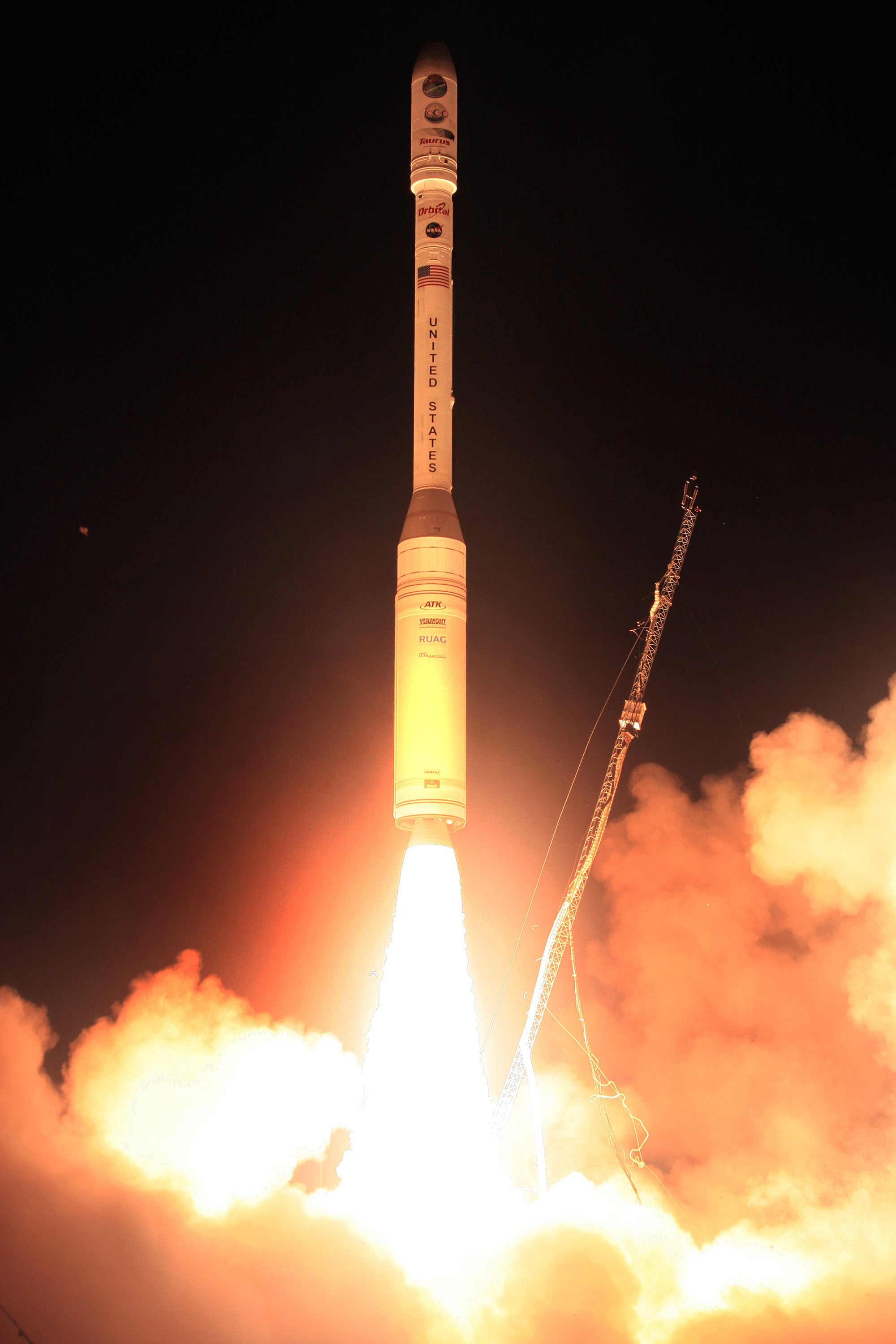
OCO衛星を搭載したトーラスXLロケット打ち上げの瞬間

- 日付: 2009年2月24日、午前1:55 PST
- 打ち上げ機: オービタル・サイエンシズ トーラスXL
- 発射場: ヴァンデンバーグ空軍基地 - 第576発射施設（英語版）

トーラスXLロケットは、ペイロード・フェアリングの分離に失敗し、このために打ち上げは失敗した。ペイロードフェアリングとは、別名を衛星フェアリングともいい、二枚貝の殻のように二つに分離できる構造をした人工衛星の覆いである。これは、人工衛星・探査機・宇宙船等のペイロードを、ロケットが打ち上げ前の発射台に居るときと飛行初期の濃密な下層大気を突っ切っている最中に保護する役目をしている。フェアリングは、一般的に我々が「ロケット」と聞いて思い浮かべる衛星打ち上げロケットにおいて、ロケットを構成する部品として極当たり前に使われている。通常は、空気の断熱圧縮による加熱がペイロードにダメージを負わせる心配が無い程の高度までロケットが上昇してから、出来る限り早い時期に切り離されるものである。当フライトにおいて、ペイロードフェアリングは2段目が点火した後暫くしてから切り離されるはずだった。フェアリングがあることによる重量増加分は、大きくて重い初段ロケットが噴射している間は飛行に影響をそれほど及ぼすものではなく、重要な要素ではない。しかし、目に見えて小さな三段目が点火する時でも、もし、ロケットにフェアリングがくっついたまま残っていれば、その余計な重量により加速が抑えられ、衛星が軌道投入されるのに必要な水平速度を得られなくなってしまう。その結果、弾道飛行経路をとったペイロードは南氷洋の藻屑と化したのである。打ち上げ後17分後のことだった。
オービタルサイエンス社のトーラスロケットの責任者であるJohn Brunschwylerは次のように言った。「軌道投入できなかった…。機体から得られたデータは、ロケットが軌道到達するのに充分な「ちから」を出せなかったこと、そして南極大陸からほんの数キロだけ離れた海中に水没してしまったことを示している…。科学者の皆さま方には間違いなく、これはとても大きな失望である」
2009年7月17日、NASAは事故調査委員会の報告書を公表した。レポートでは、事故調は、この失敗を引き起こす元になった可能性のある4つのハードウェアが原因となって将来においていくつかの問題が起こるのを防止するための勧告を行った。

## 再打ち上げの提案
失敗に終わった2009年の打ち上げの3日後、OCOサイエンス・チームはNASA本部に、OCO衛星の「カーボン・コピー（カーボン複写、瓜二つの意）」を建造し打ち上げることを提案した。それは2011年末までに代替衛星を打ち上げることを計画したものだった。2010年2月1日、2010年会計年度のNASAの予算要求で、NASAはOCO衛星の代替品を作り打ち上げるために170,000,000 USドル(US$170 million)を追加した。
2010年6月23日、NASAはOCO-2の打ち上げにオービタル・サイエンシズ社を選定した。2013年1月に、トーラスXL 3110構成で、カリフォルニア州ヴァンデンバーグ空軍基地から打ち上げする事になったしかしながら、2011年3月のトーラスXLの打ち上げでもフェアリングの分離失敗を起こしたため、原因が究明できていない状況ではリスクが高いとして、2012年月にNASAはトーラスXLによるOCO-2の打ち上げ契約をキャンセルして、別のロケットを探すことにし、OCO-2の打上げは2014年以降へ延期となった。

## OCO-2
2014年7月2日、代替機のOCO-2はデルタ2ロケットでの打ち上げに成功し、二酸化炭素濃度を示す分布図が公開されるなど順調に観測が行われている。